# Безглузді запитання
«Безглузді запитання» (англ. Ask a Foolish Question) — науково-фантастичне оповідання американського письменника Роберта Шеклі, вперше опубліковане у 1953 році в часописі «Science Fiction Stories». 

## Сюжет
Невідома древня раса створила Відповідач (англ. Answerer) — апарат, що володіє всією інформацією про Всесвіт і здатен відповісти на будь-яке коректно поставлене запитання.
Різноманітні істоти вирушають до Відповідача у пошуках відповідей:
- Лек (англ. Lek) — одне зі створінь, існування яких присвячено збиранню «багрянця» (англ. purple) до купи. Вони не знають, яку природу має багрянець, та навіщо вони збирають його до купи. Саме ці питання Лек хоче поставити Відповідачу. Шукаючи Відповідач, Лек «швидко крокує від зірки до зірки» (англ. striding swiftly from star to star).

- Вісімнадцять — 18 створінь, життя яких керується «законом Вісімнадцяти». Коли вони збираються в одному місці, з'являється нова подібна їм істота, а один із них зникає. Для них між різними місцями немає відстані, а зірки здаються їм холодними. Про всі ці речі вони хочуть запитати у Відповідача.

- Лінґман і Морран — двоє вчених людей з Землі. Лінґман — професор біології похилого віку. Морран — молодий інженер, випускник Каліфорнійського технологічного інституту. Морран хоче дізнатися про розширення Всесвіту, ядерну енергію, нові та наднові зорі тощо. Лінґман хоче поставити Відповідачу лише два запитання стосовно життя та смерті.

Знайшовши Відповідач, Лек та Вісімнадцять не отримують відповіді на свої запитання та розчаровані йдуть геть.
Морран і Лінґман теж ставлять Відповідачу численні запитання, але той завжди відповідає, що не в змозі дати відповідь у термінах часткових істин. Лінґман здогадується, що це насправді означає — абсолютно всі їхні базові припущення про будову Всесвіту, закони фізики, життя тощо є хибними. Він наводить приклад про бушмена, який питає у вченого, чому він не може поцілити стрілою у Сонце. Розуміючи обмеження того, хто питає, вчений навіть не буде намагатися відповісти.
Оповідання завершується фразою:
Щоб поставити запитання, треба знати більшу частину відповіді.
Оригінальний текст (англ.)
In order to ask a question you must already know most of the answer.